# 喀喇沁扎萨克杜棱郡王
喀喇沁右旗扎萨克多罗杜棱郡王为清朝内扎萨克蒙古喀喇沁右翼旗的世袭扎萨克多罗郡王。清崇德元年（1636年）清太宗封固噜思奇布为固山贝子。顺治七年（1650年），晋封多罗杜棱贝勒。康熙七年（1668年），班达尔沙被晋封为多罗杜棱郡王，诏世袭罔替。第八代喇特纳锡第、第十一代布尼雅巴拉、第十四代贡桑诺尔布曾加授亲王品级。民國初年北洋政府又於1912年晉升為札薩克親王，1931年職務被廢除，滿洲國在1937年將其改為旗長。
与土默特左翼旗扎萨克多罗贝勒同祖：花当—革儿孛罗—革兰台—影克—长昂—伯忽乃—苏布地—固噜思奇布

## 扎萨克杜棱郡王世系
| 世代     | 名             | 年份           | 备注             |
| -------- | -------------- | -------------- | ---------------- |
| 第一代   | 固噜思奇布     | 1636年－1658年 |                  |
| 第二代   | 图巴色棱       | 1658年－1664年 | 固噜思奇布长子   |
| 第三代   | 班达尔沙       | 1664年－1672年 | 固噜思奇布三子   |
| 第四代   | 札什           | 1672年－1704年 | 固噜思奇布次子   |
| 第五代   | 噶勒藏         | 1704年－1711年 | 札什子           |
| 第六代   | 色棱           | 1711年－1717年 | 噶勒藏弟         |
| 第七代   | 伊达木札布     | 1717年－1739年 | 色棱子           |
| 第八代   | 喇特纳锡第     | 1739年－1787年 | 伊达木札布子     |
| 第九代   | 端珠布色布腾   | 1787年         | 喇特纳锡第子     |
| 第十代   | 满珠巴咱尔     | 1787年－1828年 | 端珠布色布腾子   |
| 第十一代 | 布尼雅巴拉     | 1828年－1836年 | 满珠巴咱尔子     |
| 第十二代 | 色伯克多尔济   | 1836年－1868年 | 布尼雅巴拉子     |
| 第十三代 | 旺都特那木济勒 | 1868年－1898年 | 色伯克多尔济子   |
| 第十四代 | 贡桑诺尔布     | 1898年－1931年 | 旺都特那木济勒子 |